# Chanute (Kansas)
Pour les articles homonymes, voir Chanute.
Chanute est une ville du comté de Neosho dans le Kansas aux États-Unis. Cette ville est fondée le 1er janvier 1873 et a été nommé en fonction du nom de l'ingénieur ferroviaire et le pionnier de l'aviation Octave Chanute.
Selon le recensement de 2010, la population de la ville était de 9 119 habitants. Chanute est la plus grande ville du comté de Neosho.

## Histoire
En 1870, lorsque le Leavenworth, Lawrence & Galveston Rail Road (plus tard l'Atchison, Topeka and Santa Fe Railway et maintenant la BNSF Railway) ont franchi le Missouri, le Kansas et le Texas dans les limites du comté de Neosho quatre villes rivales apparaissent : New Chicago, Chicago Junction, Alliance, et Tioga. Deux années d'animosité s'ensuivit jusqu'à ce que les quatre villes aient été consolidées en 1872, et le nom de Chanute sera donné en l'honneur d'Octave Chanute, un ingénieur civil de chemin de fer.
Bien que Chanute ne fut fondée qu'en 1873, les colons avaient commencé à peupler la région dès 1856, avec le  LL&G Railroad qui s'est mis à arriver peu de temps après, les premiers habitants des villes de Tioga, Chicago Junction, Alliance, et New Chicago avaient besoin d'une solution innovante à la suite d'un différend pour savoir quelle sera la ville à revendiquer le droit de loger le nouveau bureau de la LL&G Railroad. Les quatre villes ont été incapables de régler leurs différends jusqu'à ce qu'un individu du nom d'Octave Chanute arrive. Octave était l'ingénieur en chef et le surintendant général de la LL&G Railroad. En 1872, il a suggéré que les villes fusionnent pour mettre fin à la querelle. Le 1er janvier 1873, les villes fusionnent et s'est donné le nom de Chanute.

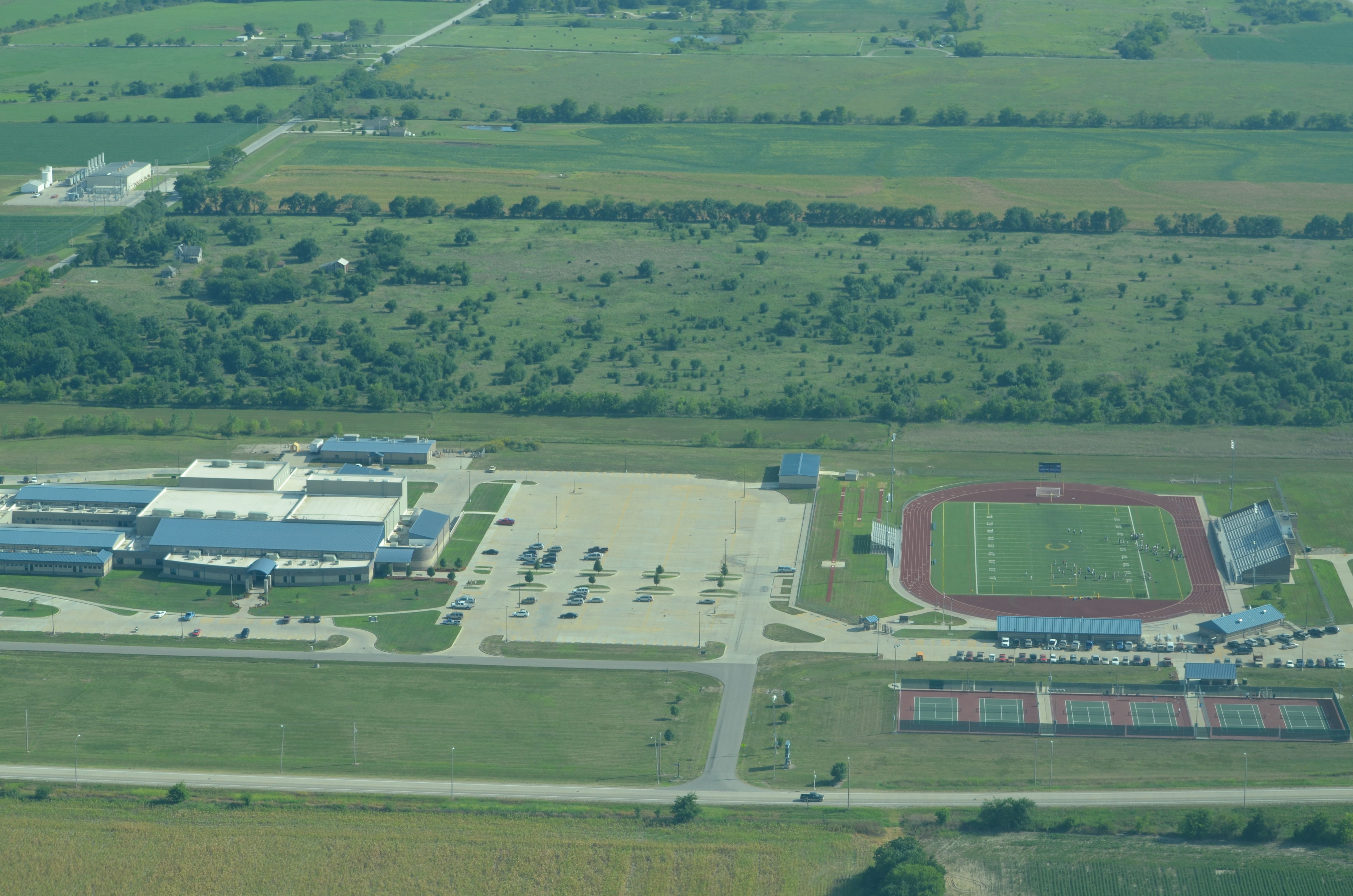
Vue aérienne de la Chanute High School.

Avec le Southern Kansas Railroad, la ville a commencé à s'épanouir. En 1887, Chanute se vantait une croissance rapide de la minoterie, des silos à grains, des banques, des pharmacies, des quincailleries et le gaz naturel. En 1903, la ville de Chanute établi la compagnie d'électricité et dans les années à suivre, elle a établi le gaz, l'eau, les eaux usées. La Ash Grove Cement Company est le sixième plus grand producteur de ciment en Amérique du Nord et est la plus grande société américaine de ciment qui a commencé la fabrication de ciment en 1908 à Chanute. En septembre 2011, Spirit AeroSystems a annoncé l'expansion d'une usine d'assemblage qui passera à 150 employés dans cinq ans et stimulera l'économie locale.

## Géographie
La ville de Chanute possède une superficie totale de 18,53 km2, dont 18,21 km2 est de la terre et 0,31 km2 est de l'eau.

## Climat
| Mois               | Janvier | Février | Mars | Avril | Mai   | Juin  | Juillet | Août  | Septembre | Octobre | Novembre | Décembre | Année   |
| ------------------ | ------- | ------- | ---- | ----- | ----- | ----- | ------- | ----- | --------- | ------- | -------- | -------- | ------- |
| Haute moyenne (°C) | 4,7     | 8,4     | 14,3 | 19,9  | 24,3  | 29,3  | 32,5    | 31,8  | 27,2      | 21,1    | 12,9     | 6,7      | 19,4    |
| Basse moyenne (°F) | -6,1    | -3,3    | 1,9  | 7,2   | 12,7  | 17,7  | 20,3    | 19,3  | 14,7      | 8,2     | 1,6      | -3,9     | 7,5     |
| Précipitation (mm) | 32,5    | 48,3    | 88,1 | 97,3  | 134,4 | 128,3 | 107,7   | 100,6 | 100,3     | 102,4   | 77,7     | 48       | 1 065,5 |

## Démographie

### Recensement de 2000
Selon le recensement de 2000, il y avait 9 411 personnes, 3 864 ménages, et 2 496 familles résidant dans la ville. La densité de population était de 1 533,7 personnes pour 591,8 km2. Le maquillage racial de la ville était de 93,20 % de blancs, de 1,42 % d'afro-américains, de 1,11 % d'amérindien, de 0,47 % d'asiatique.
Il y avait 3 864 ménages dont 30,6 % ont eu des enfants sous l'âge de 18 ans vivant avec eux, 49,9 % étaient des couples mariés vivant ensemble, 10,8 % ont eu un chef de famille féminin sans mari et 35,4 % étaient des non-familles. 31,7 % des ménages étaient constitués de personnes seules et 16,1 % avaient quelqu'un vivant seul qui avait au minimum 65 ans. La taille moyenne des ménages était de 2,34 et la taille moyenne de la famille était de 2,92.
Dans la ville la population a été étendue avec 25,2 % des personnes âgées de moins 18 ans, 10,1 % âgées de 18 à 24 ans, 25,2 % âgées de 25 à 44 ans, 20,5 % âgées de 45 à 64 ans et 18,9 % qui étaient âgées de 65 ans ou plus. L'âge médian était de 38 ans.
Le revenu médian pour un ménage dans la ville était de 29 912 $ et le revenu médian pour une famille était de 36 630 $. Les hommes avaient un revenu médian de 25 696 $ par rapport à 17 938 $ pour les femmes. Le revenu par habitant de la ville était de 16 288 $. Environ 12 % des familles et 15 % de la population étaient au-dessous du seuil de pauvreté.

### Recensement de 2010
Selon le recensement de 2010, il y avait 9 119 personnes, 3 720 ménages et 2 322 familles résidant dans la ville. La densité de population était de 1 297,2 habitants pour 500,9 km2. La composition raciale de la ville a été de 92,4 % de blancs, de 1,9 % d'afro-américain, de 1,2 % d'amérindien, de 0,8 % d'asiatique.
Il y avait 3 720 ménages dont 32,4 % avaient des enfants de moins de 18 ans vivant avec eux, 44,1 % étaient des couples mariés vivant ensemble, 12,6 % ont eu un chef de famille féminin sans mari et 37,6 % étaient des non-familles. 33,1 % des ménages étaient constitués de personnes seules et 15,1 % avaient quelqu'un vivant seul qui avait au moins 65 ans d'âge. La taille moyenne des ménages était de 2,35 et la taille moyenne de famille était 2,93.
Dans la ville la population a été étendue avec 25,3 % des habitants étaient âgés de moins de 18 ans, 10,5 % étaient âgés de 18 à 24 ans, 23 % âgées de 25 à 44 ans, 24,5 % âgées de 45 à 64 ans et 16,8 % qui étaient âgés de 65 ans ou plus. L'âge médian de la ville était de 37,2 ans.

## Éducation

### Écoles publiques
Les écoles publiques de Chanute comprennent une école primaire, un collège et un lycée. L'école élémentaire de Chanute est l'école primaire. Le collège de Chanute est la Royster Middle School. Le lycée de Chanute est le Chanute High School.
Le système scolaire public de Chanute comprend également un lycée affilié à New Beginnings Academy, il y a un programme pour les étudiants qui n'ont pas les crédits pour obtenir leur diplôme et sont conçus pour les personnes qui ont abandonné ou qui sont en danger de décrochage scolaire. Les crédits d'études secondaires pour la New Beginnings Académie sont fournis par le Chanute High School.

### Écoles privées
Chanute est le foyer de deux écoles privées : la Saint Patrick Catholic School et la Chanute Christian Academy. La Saint Patrick Catholic School scolarise les élèves de l'école maternelle (de trois à quatre ans) à travers la cinquième année tandis que la Chanute Christian Academy (CCA) fournit la scolarité pour les élèves de la maternelle à la douzième année. Le département de l'éducation de l'État du Kansas reconnaît la Saint Patrick Catholic School comme une école agréée et non-public par contre la Chanute Christian Academy n'est pas répertorié par le département de l'éducation de l'État du Kansas.
La Saint Patrick Catholic School a reçu le Prix du Gouverneur pour satisfaire à la norme de l'excellence et de la notation dans le top 5 des évaluations du Kansas en lecture et en mathématiques.

### Universités
Il n'y a qu'une seule université à Chanute, il s'agit de la Neosho County Community College connu localement sous le nom de NCCC, ou parfois en tant que NC3. La Neosho County Community College est une institution publique de deux ans, qui est constitué actuellement de 3 200 étudiants.

## Tourisme

### Martin and Osa Johnson Safari Museum
Le Martin and Osa Johnson Safari Museum offre des expositions et des programmes qui mettent en valeur les réalisations de Martin et Osa Johnson, qui sont des documentaristes, des photographes, des auteurs, des explorateurs et des habitants du Kansas. Ce musée permet de découvrir les voyages des Johnson en Afrique, à Bornéo et dans les mers du Sud.

### Tioga Suites Hotel
Le Tioga Suites Hotel a été construit en 1929. Tous les murs extérieurs et intérieurs, les planchers et les plafonds sont en maçonnerie ou en béton. Ce bâtiment Art déco est inscrit sur le registre national des lieux historiques. Il a été entièrement rénové et modernisé. Il est situé au cœur du centre-ville de Chanute.

### Galerie d'art de Chanute
La Galerie d'art de Chanute comprend une surface d'exposition et abrite une collection permanente de base de plus de 500 œuvres d'art qui comprend 25 médiums, représentant 135 artistes. Des expositions spéciales changent tous les mois. Les collections comprennent : des gravures de Luigi Kasimir, l'art européen et oriental, des gravures d'artistes locaux et régionaux du Kansas.

### Musée d'Histoire de Chanute
Le Musée d'Histoire de Chanute abrite aujourd'hui un musée avec des objets venant de Chanute. Il abrite une importante collection de généalogie et divers objets de l'histoire de Chanute, y compris une vaste collection du  MKT Railroad. Le musée a été ouvert en juin 2005. La collection exposée contient des thèmes sur le sport, les chemins de fer et l'aviation.

### Centre-ville et maisons historiques
Le centre-ville et les quartiers de maisons historiques présentent plusieurs variétés de styles architecturaux qui ont été pour la plupart restaurés dans le style d'origine.

### Cardinal Drug Store
Le Cardinal Drug Store est situé dans le centre de Chanute et présente d'anciens flacons de médicaments.

### Austin Bridge
La King Bridge Company a construit l'Austin Bridge en 1872. Ce pont enjambe la rivière est Neosho de ce qui est maintenant Chanute. En 1910, le pont a été déplacé vers l'aval de la communauté d'Austin. En 1972, il a été fermé à la circulation, en restant ouvert à la circulation des piétons. Le 15 septembre 1977, le pont a été ajouté au registre national des lieux historiques. Une subvention fédérale du comté de Neosho et une de Chanute ont financé le projet.

### Summit Hill Gardens
Le Summit Hill Gardens a été la première école à Neosho.

### Chanute-Wright Brothers Mémorial
Le Chanute-Wright Brothers Mémorial est situé au cœur du centre-ville, cette sculpture a été consacrée comme cadeau à la communauté en septembre 2003 par le Chanute High School Class de 1941. L'ingénieur spécialisé en sculpture et du même nom que la ville, soit Octave Chanute, et Chanute a été un mentor pour Orville et Wilbur Wright. Le projet était en partenariat avec la ville de Chanute.

## Transports

### Autoroutes
Les principales routes qui traversent Chanute sont l'axe nord-sud US-169 et l'axe est-ouest K-39. Chanute est également à 10 miles de deux autres grands axes routiers nord-sud : US-75 et US-59. Ces routes permettent un accès facile à l'I-70 et l'I-35, les deux autoroutes nationales en passant par le Kansas, ainsi que l'autoroute est-ouest US-400.

### Chemins de fer

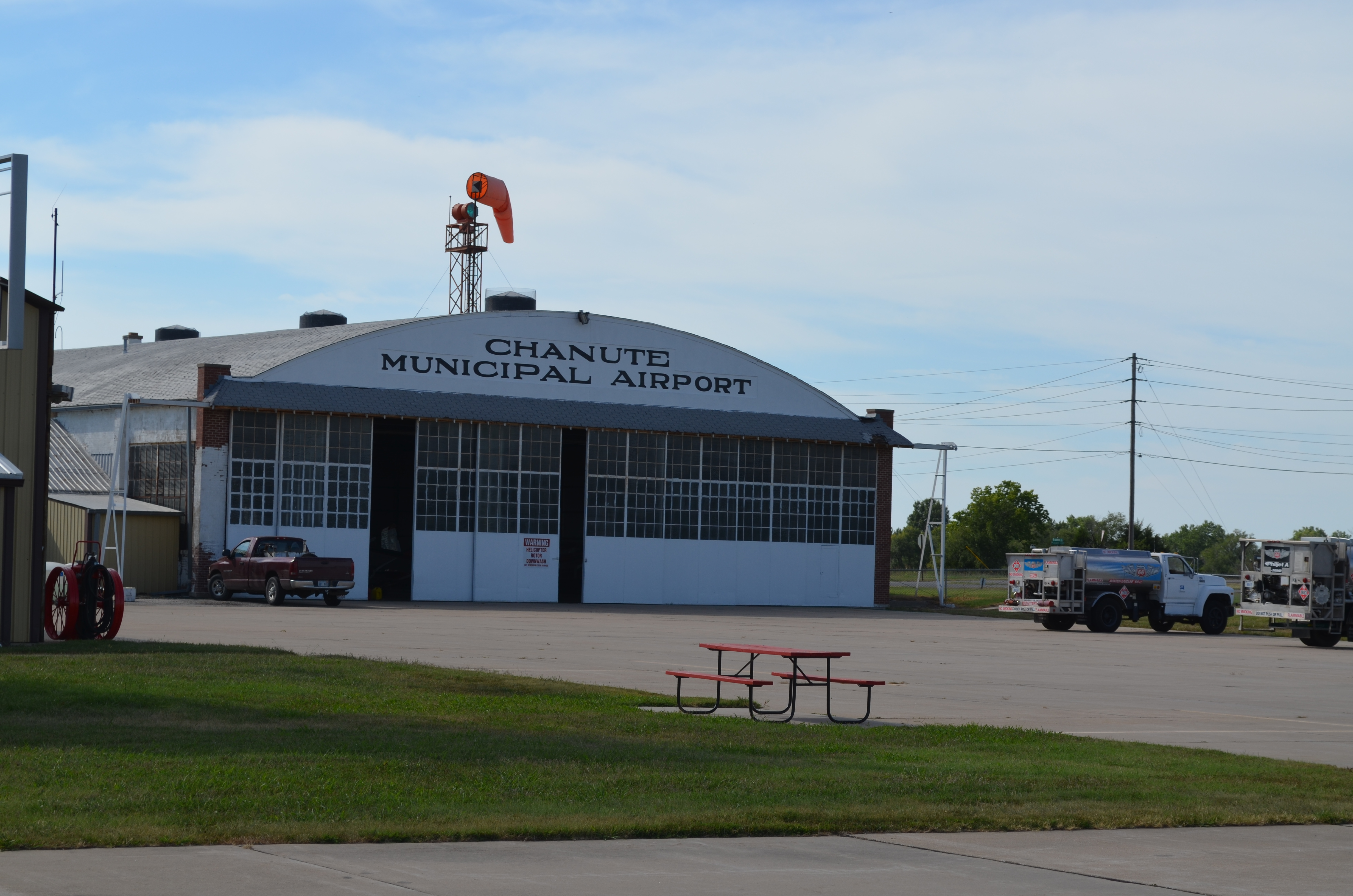
Aéroport municipal de Chanute.

La South Kansas Oklahoma Railroad (SKO) sert Chanute, ainsi que le sud et l'Est du Kansas et le Nord de l'Oklahoma. Le SKO se connecte à plusieurs grands chemins de fer en permettant aux entreprises locales la possibilité de soumissionner et négocier les coûts de transport ferroviaire et à acquérir le meilleur prix possible pour tous les endroits d'Amérique du Nord.

### Aéroports
L'aéroport municipal, le Martin Johnson, de Chanute est un aéroport d'aviation générale. L'expansion des services et de l'infrastructure est au stade de la planification, y compris les nouveaux T-hangars et des améliorations de la chaussée.

### Bus
La compagnie de bus Greyhound Lines a un arrêt à Chanute.

## Personnalités notables
- Eden Ahbez (1908–1995), Auteur-compositeur qui vivait à Chanute dans sa jeunesse comme George McGrew.
- Jimmy Allen (1909-1995), ancien guitariste de Puddle of Mudd.
- Edwin Bideau, avocat et homme politique.
- Osa Johnson (1894-1953), aventurière, auteure et réalisatrice de documentaires avec son mari Martin.
- Jennifer Knapp (1974-), chanteuse-compositrice.
- Paul Lindblad (1941-2006), joueur de baseball.
- Ralph Miller (1919-2001), entraineur de basket-ball.
- Gilbert Baker (1951-2017), artiste.
- Grace Olive Wiley (1883-1948), herpétologue, est née à Chanute[16]